# Zbigniew Laskowski
Zbigniew Laskowski, właśc. Stanisław Zbigniew Laskowski (ur. 18 grudnia 1914 w Starej Sieniawie, zm. 1993 w Sarasocie na Florydzie) – polski lekarz, więzień KL Mauthausen, współpracownik Radia Wolna Europa, przez blisko 30 lat pracował w szpitalach Sojuszu Północnoatlantyckiego w bazach w Europie.

## Życiorys
Urodził się 18 grudnia 1914 roku w Starej Sieniawie, gdzie pracowali oboje rodzice. Był synem Augustyna Benona Laskowskiego i Marii Ludwiki z domu Gutsche. W roku 1919 rodzina (z bolszewickiej konieczności) opuściła kresy i powróciła do centrum kraju. Na stałe osiedlili się w podpoznańskiej Mosinie, gdzie do dzisiaj mieszkają potomkowie rodu. Tam w latach szkolnych zaangażował się w tworzenie pierwszej drużyny harcerskiej. Maturę zdał w 1931 r. w poznańskim Liceum im. Karola Marcinkowskiego. Studia medyczne ukończył w 1937 r. na Wydziale Lekarskim Uniwersytetu Poznańskiego; specjalizował się w pediatrii. Po uzyskaniu dyplomu lekarza wyjechał do Warszawy na staż sanitarny podchorążego w Szpitalu Ujazdowskim. Następnie podjął pracę w stołecznym Szpitalu Dziecięcym przy ulicy Litewskiej.
Po kapitulacji Warszawy we wrześniu 1939 r. niósł na Ujazdowie pomoc żołnierzom rannym w obronie stolicy. Do chwili aresztowania przez Gestapo 10 marca 1943 r. działał w Armii Krajowej, był zaangażowany w akcję przechowywania dzieci żydowskich. Gdy okupant włączył całą ulicę Litewską do dzielnicy niemieckiej, uczestniczył w przenoszeniu szpitala na ulicę Śliską, do pomieszczeń byłego Szpitala Dziecięcego Bersohnów i Baumanów, zamkniętego wraz z likwidacją małego getta. W czasie tej przeprowadzki został zaaresztowany w jego warszawskim mieszkaniu przy ulicy Mokotowskiej 41. Z aresztu śledczego na ulicy Szucha trafił na Pawiak, stamtąd do Fortu VII w Poznaniu.
Podczas kilkumiesięcznego ciężkiego śledztwa w poznańskim Domu Żołnierza dowiedział się, że toczy się dochodzenie w sprawie „trucia Niemców”. W Poznaniu zrodził się zamysł podawania śmiertelnego preparatu z opóźnionym działaniem miejscowym i napływowym Niemcom, odwiedzającym kawiarnie „nur für Deutsche”. Akcje taką przygotowywał poznański okręg Związku Odwetu. Zbigniew Laskowski nie był z nią związany. Śledczy niemieccy doszukali się jego nazwiska wśród lekarzy przebywających w Mosinie w penetrowanym okresie – jesienią 1940 r. Wtedy zmarł jego ojciec; dr Laskowski był na pogrzebie.
W październiku 1943 roku znalazł się w obozie dla polskiej inteligencji – KL Mauthausen. Najpierw otrzymał przydział pracy w kamieniołomach. Następnie został skierowany do pracy lekarskiej w obozowym szpitalu. Starał się jak tylko mógł pomagać współwięźniom, utrzymywać ich jak najdłużej w izbie szpitalnej jako chorych, nie nadających się do pracy. Przeżył obóz. Wyszedł 5 maja 1945 r. gdy więźniowie sami opanowali teren. Kilka godzin później wkroczyli Amerykanie, wyprzedzając w tym rejonie Austrii Armię Czerwoną.
Jako lekarz związał się z armią amerykańską. Pracował w szpitalu wojskowym w bazie NATO w Fontainebleau. Jego praktyka lekarska – z konieczności – daleko wykraczała poza zakres obranej pierwotnie specjalizacji pediatrycznej. Opiekował się też powojennymi emigrantami polskimi we Francji. Współpracował z Radiem Wolna Europa (w latach 1953–1973 był autorem ponad tysiąca audycji – cotygodniowych pogadanek lekarskich). Władał sześcioma językami obcymi.
W 1949 został odznaczony medalem „De la Reconnaissance Française pour services signalés rendus à la France” – w uznaniu wybitnych zasług wyświadczonych Francji.
Po wystąpieniu w 1967 Francji z NATO – przeniósł się do szpitala wojskowego w niemieckim Kaiserslautern (położonym obok Ramstein Air Base) – największej bazy USA w Europie. Potem pracował w Belgii. W armii Stanów Zjednoczonych stacjonującej w bazach Sojuszu Północnoatlantyckiego w Europie był lekarzem przez blisko trzydzieści lat. Uzyskał stopień pułkownika. W 1974 wyjechał do USA. Przez Nowy Jork i Williamsburg w stanie Wirginia, osiedlił się w mieście Sarasota na Florydzie. Mając sześćdziesiąt lat skierował swoje zainteresowania zawodowe w stronę geriatrii. Zmarł w 1993 r., w wieku 78 lat. Zgodnie z ostatnią wolą zmarłego ciało zostało sprowadzone do Francji. Jest pochowany na polskim cmentarzu Les Champeaux w Montmorency, niedaleko Paryża.